# Georg Dieck
Georg Dieck ( 1847 - 1925 ) fue un botánico alemán. Fue director y jardinero jefe del Jardín botánico del Duque de Schwerin, Alemania, recogiendo rosas de más de 300 especies y variedades de todo el mundo. Esas colecciones se exhibieron en la Exposición Mundial de París en 1908, y se trasladó luego a Sangerhausen en 1909 Además, Dieck reintrodujo algunos cultivares que había recolectado en sus expediciones en busca de especies desconocidas de rosas y arboledas raras, y de arbustos. Su colección de árboles y arbustos sobrevivió, así como la mayoría de sus especies de rosas. Las colecciones de arboretun y de arbustales de colección se pueden visitar hoy en el "Arboretum Dieck" de Kötzschau, Alemania.

## Honores

### Epónimos
- (Aceraceae) Acer dieckii Pax[2]
- (Brassicaceae) Bornmuellera dieckii Degen[3]
- (Campanulaceae) Campanula dieckii Lange[4]
- (Cyperaceae) Carex dieckii Boeckeler[5]
- (Leguminosae) Sarothamnus dieckii Lange[6]
- (Rosaceae) Acaena dieckii Bitter[7]
- (Rubiaceae) Galium dieckii Bornm.[8]

- La abreviatura «Dieck» se emplea para indicar a Georg Dieck como autoridad en la descripción y clasificación científica de los vegetales.[9]